# Opsommend verband
In een opsommend verband noemt de schrijver/verteller de delen op. Het is een verband dat een opsomming tussen zinnen of alinea's aanduidt. Signaalwoorden die zo'n verband kunnen aanduiden zijn: eerst, en, ook (nog), verder, bovendien, daarnaast, zo, niet alleen ... maar (ook), ten eerste ... ten tweede, ten derde, om te beginnen, ten slotte.
Voorbeeld: "Eerst moet ik mijn huiswerk maken. Bovendien  moet ik een uittreksel schrijven en ook nog mijn kamer opruimen."
Bij een opsommend verband kunnen ook tekens voorkomen zoals - en * of 1, 2, 3 ... etc.  
Concluderend verband · middel-doelverband · oorzakelijk verband · opsommend verband · redengevend verband · samenvattend verband · tegenstellend verband · toelichtend verband · uitleggend verband · vergelijkend verband · voorwaardelijk verband